# Scherferhof
Scherferhof ist ein aus einem Einzelhof bestehender Wohnplatz, der zur Stadt Lohmar im Rhein-Sieg-Kreis in Nordrhein-Westfalen gehört.

## Geographie
Scherferhof liegt im Westen von Lohmar. Umliegende Ortschaften und Weiler sind Scheiderhöhe im Norden, Hammerschbüchel und Höngesberg im Nordosten, Reelsiefen im Osten, Naaferberg, Besenbroich und Ungertz im Südosten, Donrath im Süden, Heppenberg und Pützrath im Südwesten, Wielpütz im Westen und Nordwesten.
Die Agger fließt östlich, südöstlich und südlich von Scherferhof.

## Geschichte
1885 hatte der Scherferhof ein Wohnhaus mit sechs Bewohnern.
Bis 1969 gehörte Scherferhof zu der bis dahin eigenständigen Gemeinde Scheiderhöhe.

## Verkehr
Scherferhof liegt an der Landesstraße L 84.